# La pedina di vetro
La Pedina di vetro  è un romanzo storico scritto da Antonella Tavassi La Greca, pubblicato per la prima volta nel 1998 da Di Renzo Editore e giunto alla terza edizione nel 2023, che racconta la storia di Giulia maggiore, figlia di Augusto, primo imperatore di Roma.

## Trama
Giulia maggiore è l’unica figlia femmina di Cesare Ottaviano Augusto, imperatore di Roma. Da bambina è la privilegiata figlia di un grande uomo che però, una volta cresciuta, la usa come una pedina per i suoi giochi politici, muovendola a piacere sul suo scacchiere. Giulia si ribellerà e verrà esiliata a Ventotene per adulterio mentre il popolo romano invocava a gran voce il suo perdono.